# Перикиту
Перикиту (порт. Periquito) — муниципалитет в Бразилии, входит в штат Минас-Жерайс. Составная часть мезорегиона Вали-ду-Риу-Доси. Находится в составе крупной городской агломерации. Входит в экономико-статистический микрорегион Ипатинга. Население составляет 7401 человек на 2006 год. Занимает площадь 227,803 км². Плотность населения — 32,5 чел./км².

## История
Город основан 21 декабря 1995 года. 

## Статистика
- Валовой внутренний продукт на 2003 год составляет 19 582 073,00 реалов (данные: Бразильский институт географии и статистики).
- Валовой внутренний продукт на душу населения на 2003 год составляет 2638,74 реалов (данные: Бразильский институт географии и статистики).
- Индекс развития человеческого потенциала на 2000 год составляет 0,647 (данные: Программа развития ООН).